# Jaroslav Pavliš
Jaroslav Pavliš (6. května 1951 Nové Město na Moravě – 8. září 2002 Rajhrad), výtvarník a fotograf.

## Životopis
MUStr. Jaroslav Pavliš, fotograf a výtvarník narozen v Novém Městě na Moravě. Absolvent gymnázia v Novém Městě na Moravě a Střední umělecko průmyslové školy v Brně(prof. K.O.Hrubý, Em. Ranný aj, kde posléze i externě vyučoval. 10 let působil jako redaktor v Brněnském večerníku. Během let 1993 až 96 pracoval na universitě v Kuvajtu. V roce 1990 se podílel na založení regionální televize Tišnov, kde pracoval do 2001.
Své fotografie vystavoval v Moskvě, Sao Paolu, Dijonu a německém Braunschweigu, kde získal i zlatou medaili EUROPA, v ČSSR pak bronzovou jehlici SČF. Posléze se věnoval malbě a vystavoval na mnoha místech České republiky. Své zkušenosti z cestování využíval v příspěvcích do cestovatelských časopisů. Lidé a země – díl Blízký východ, Květy atd. Inspirovaly jej zejména cesty do zahraničí, Itálie a Kuvajtu, která jsou krom jeho rodné Vysočiny nejvýraznějšími obdobími jeho tvorby. Z významnějších výstav obrazů v zahraničí je to Salcburk, Mnichov a Kuvajt.
Byl velmi činným propagátorem cimrmanovské myšlenky, ze které vzešlo odhalení plostiky Mistra v roce 1988 na vrchu Sykoř za účasti členů Divadla JC a následně pak v roce 1998 založení Stezky Járy Cimrmana. Za tento počin bylo Klubu českých turistů jeho zásluhou uděleno 2. místo v soutěži Tour propag Písek 2001. Od roku 1985 byl řádným členem Moravské University Strécovské a posléze i vědecké rady. Byl též nositelem patafyzické myšlenky, kterou propagoval po celý život.

## Tvorba
Od krajin Vysočiny, kterými začínal, přes zahraniční cesty, které ho inspirovaly nadále: Rumunsko, Jugoslávie, na začátku 90. let Itálie – západní pobřeží, Kuvajt a znovu návrat k domácím tématům. Velmi výjimečně maloval zátiší a portréty. Zanechal po sobě mnoho skic, pastelů a kreseb. Jeho nejoblíbenější, nejužívanější a velmi typickou technikou bylo užití špachtle a válečku na plátno.
Fotografii se věnoval celý život, i když v posledních dvaceti letech ne přednostně. V jeho rané tvorbě najdeme mnoho krajin, momentek nebo portrétů. Často si vybíral i nezvyklá prostředí jako například domov důchodců. Přispíval do časopisů Květy, Lidé a Země a periodik. V pozdějších letech využil své zkušenosti v práci pro brněnskou televizi Fatem a poté Tišnovskou TV.

## Výstavy a ocenění

### Výstavy obrazů
- 1977 	Olešnice
- 1977 Lomnice u Tišnova
- 1976	Brno
- Legnica (Polsko) - výstava „HOMO“ cena poroty
- 1981	Křižánky
- 1982	Práče
- 1982 VUV Brno
- 1983	Lomnice u Tišnova
- 1983 Svratka
- 1983 Dolní Kounice * 1983 Ivančice
- 1984	Židlochovice
- 1986	Šerkovice
- 1987	Lysice
- 1988	Tišnov
- 1988	Kuřim
- 1991	Salcburk , Shakespeare gallery (Rakousko)
- 1992	Mnichov (Německo)
- 1995	Kuvajt, Boushahri gallery
- 1997	Brno, Galerie Křížová chodba Nové radnice pod záštitou Kuvajtského velvyslanectví v Praze a Primátorkou města Brna
- 1999	Tišnov
- 2000	Nové Město na Moravě
- 2001	Varšava (Polsko)
- 2012 Rajhrad
- 2016 Plzeň
- 2017 Praha (festival Nad Prahou půlměsíc)

### Výstavy fotografií
- 1972 Mezinárodní výstava Salon International D'Árt Photographique de Dijon (Francie)
- 1972 Mezinárodní výstava v Jugoslávii Grand prix – Trenutak Čovjeka
- 1972 Fotosoutež Vysočina - hlavní cena a plaketa
- 1972 Moskva (Rusko)
- 1973 Sao Paolo (Brazílie)
- 1974 Brno - Dům umění; Výstava Cykly a seriály (Spáči; (ČR)
- 1974 Teplice - bronzová jehlice Svazu Českých Fotografů (ČR)
- 1976 Braunschweig (Německo) - zlatá medaile Europa

Dr. Král o jeho tvorbě napsal: "Představuje se veřejnosti s ustálenou jistotou výrazu, jednotou vize a skutečnosti a vlastní barevností. Jeho krajiny jsou kompozičně náročné, promyšlené, zduchovnělé a působivé."